# Catigny
Catigny település Franciaországban, Oise megyében. Lakosainak száma 179 fő (2022. január 1.). Catigny Bussy, Campagne, Candor, Écuvilly, Lagny és Sermaize községekkel határos.

## Népesség
A település népességének változása:
| Lakosok száma | 197  | 192  | 194  | 191  | 191  | 188  | 185  | 183  | 179  |
|               | 2013 | 2015 | 2016 | 2017 | 2018 | 2019 | 2020 | 2021 | 2022 |